# Glen Roy
Glen Roy est une réserve naturelle nationale, située dans la région de Lochaber, dans les Highlands en Écosse. Elle est connue pour sa géologie particulière et ses trois « Routes Parallèles », replats taillés à flancs de coteaux, qui sont en fait les lignes de démarcation préservées d'un ancien lac glaciaire.
Au XIXe siècle, les Parallel Roads ont attiré l'attention de nombreux pères fondateurs de la géologie moderne tels que William Buckland, James Geikie, Charles Darwin, Charles Lyell et Joseph Prestwich. Cet intérêt assura aux Parallel Roads, et à Glen Roy en particulier, une place prépondérante dans le développement de la géologie.
L'intérêt pour les Parallel Roads est toujours d'actualité. De nombreux scientifiques sont toujours intrigués par les processus géologiques et géomorphologiques qui ont construit ce paysage et de nombreux touristes sont également attirés par cette merveille de la nature.
Darwin étudia la géologie de Glen Roy fin juin 1838, il y fit ce qu'il appela une « gigantesque bourde » en pensant que les  « Routes Parallèles » étaient d'origine marine, des sortes de plages surélevées, rejetant la théorie glaciaire d'Agassiz (1840) qui proposait qu'elles aient pu être formées par la cryoclastie d'un lac glaciaire durant le stade du Dryas récent, une période brève de climat froid à la fin du Pléistocène.
Quatre décennies après son article de 1839 où il exposait sa théorie, peu avant sa mort, Darwin concéda qu'il avait eu tort. Néanmoins dès 1861, il avait déjà fait remarquer qu'il était embarrassé avec cet article, dans les lettres à Thomas.F.Jamieson, citées par Jamieson (1863; 1892).